# برونوا زانوبيو
برونوا زانوبيو(بالإيطالية: Bruno zanobio)‏ (ميلانو 13 سبتمبر 1926 - ميلانو 16 يوليو 2015) هو طبيبًا ومدرسًا ومؤرخًا
```
شخصية بارزة في 
تاريخ الطب
، وكان الرئيس الفخري للجمعية الإيطالية لتاريخ الطب.
```

## السيرة الذاتية
طالب من كلية غيسليري (Ghislieri)، وتخرج مع مرتبة الشرف في الطب من جامعة بافيا في عام 1950. في عام 1954، تزوج من إلفيرا بوسي ولديه ثلاثة أطفال: ماريا إستر، وألبرتو وماركو. على الرغم من أنه كرس نفسه بشكل أساسي للبحث والتعليم الجامعي، إلا أنه لم يهمل النشاط الطبي: التحق بالرابطة الطبية في ميلانو منذ عام 1951، وتخصص في تقنية النظافة والمستشفيات (ميلانو، 1963)، في الأمراض المعدية (بافيا، 1965) وفي طب الشيخوخة (بارما، 1968). كان هو طبيب الشيخوخة الرئيسي في بيو ألبيرجو تريفولزيو (Pio Albergo Trivulzio) في ميلانو، مع التركيز على تأهيله كمركز لإعادة تأهيل المسنين. لعمله داخل معهد ميلانو الشهير، حصل على جائزة أهلية من بلدية ميلانو.

### جامعة بافيا
```
بدأ مسيرته الأكاديمية والبحثية في جامعة بافيا، كرس نفسه أولاً 
للتشريح البشري
 العادي (كمساعد تطوعي، من 1951 إلى 1959، ومساعدًا استثنائيًا، من 1960 إلى 1969) وإلى 
الأنسجة
 العامة 
والأجنة
 (منها كان محاضرًا مجانيًا منذ عام 1962).
[
1
]
 ثم شيئًا فشيئًا، اتجهت اهتماماته بشكل متزايد نحو 
تاريخ الطب
، وهو مجال حصل فيه على تعليم مجاني في عام 1968، وأصبح أيضًا أستاذًا مسؤولًا عن التدريس في كلية الطب والجراحة. أستاذ استثنائي لتاريخ الطب من 1/12/1975، وأكمل فترة ثلاث سنوات من العمل الاستثنائي وترقيته إلى أستاذ كامل في عام 1979. من عام 1970 إلى عام 1985 أدار متحف تاريخ جامعة بافيا، ويعتني بإعادة تنظيمه ويعزز بالتالي «تراثه التاريخي والآثار الطبية البيولوجية العديدة» ومجموعات الأدوات المادية للقرن التاسع عشر. في عام 1970 تعاون مع عالم التشريح لويجي كاتانيو في الدراسة والفهرسة الأولى للمجموعة المهمة من الشموع التشريحية من قبل كليمنتي سوسيني المحفوظة في 
جامعة كالياري
.
[
3
]
 منذ هذه السنوات نفسها، دعم ولادة الجنين الأول لما سيصبح 
جامعة إنسوبريا
 في 
فاريزي
 بافتتاح تدريس تاريخ الطب.
[
4
]
```

### جامعة ميلانو
بعد تقاعد أستاذه لويجي بيلوني (1914-1989)، عميد المؤرخين الطبيين الإيطاليين، في عام 1985، استدعت جامعة ميلانو زانوبيو ليحل محله على كرسي وتوجيه معهد تاريخ الطب في الجامعة  يصبح المعهد دكتوراه بحثية، وبفضل عمل زانوبيو يتطور تدريس تاريخ الطب في المراكز التعليمية المختلفة بالكلية الطبية وفي مدارس التخصص المختلفة، وفقًا لمنطق متعدد التخصصات، وبالتالي المساهمة في النهضة من المدرسة التاريخية ميلانو الطبية. كان نائبًا لرئيس الجامعة لبضع سنوات في جامعة باولو مانتيجازا (1984-2001) ، وفي عام 2005، تم تعيينه أستاذًا فخريًا من قبل كلية الطب في جامعة ميلانو.

## المساهمة في تاريخ الطب
«دكتور في الحوار» - كما تم تعريفه من قِبل كوريير ديلا سيرا  - لطالما آمن زانوبيو بالتبادل الثقافي والتواصل الثقافي بين العلوم الطبية الحيوية والعلوم الإنسانية وشجعه بنشاط، وأيضًا من خلال أنشطة الترويج والتشهير التاريخية.

وصف أحد تلاميذه والمتعاونين الرئيسيين معه -جوزيبي أرموسيدا- الرئيس الطويل للجمعية الإيطالية لتاريخ الطب عمله الثقافي على النحو التالي: 

## الأعمال المختارة
- الملاحظات المجهرية لفيليس فونتانا على بنية الأعصاب ، فلورنسا، أولشكي، 1959
- الصورة الخيطية الشبكية في علم التشريح المجهري من القرن السابع عشر إلى القرن التاسع عشر ، Physis، المجلد. 2 (1960)، fasc. 4، ص. 300-317
- عمل كاميلو جولجي في طب الأعصاب، ورش عمل ميلان إيلي وباغانى، 1963
- أطروحة طبية عسكرية من سيزار برغاميو، معهد تاريخ جامعة الطب، ميلانو 1962
- أنطون فيليبو سيوتشي - "L'Ospidale di Parnaso"، معهد تاريخ جامعة الطب، ميلانو 1962
- مساهمات في حياة وعمل محكمة بارتولوميو ميلانيز الطبية، معهد تاريخ جامعة الطب، ميلانو 1963، ص. 142
- حملات مضادة للملاريا لعلاج الإنسان في لومبارديا السفلى وأهميتها الطبية والاجتماعية، Succ. فوسي، بافيا 1974، ص. 11 (مقتطف من: Annales cisalpines d'histoire sociale)
- مقالة علم أمراض المفصل العظمي في «مجلس علم التشريح وعلم الأمراض الجراحي» بقلم لويجي بورتا (1800-1875)، متحف تاريخ الجامعة، بافيا: 1977، ص. 55
- الشموع التشريحية لكليمنتي سوسيني من جامعة كالياري، شهادة لموسم العلوم الإيطالية، مراجعة سردينيا الطبية - دراسات من كلية الطب والجراحة في جامعة كالياري، سنة 82 (1978)، fasc. 4، ص. 11
- مورفولوجيا الرائحة وجامعة بافيا: مذكرات تاريخية (جمعها وأوضحتها وأوضحت عليها برونو زانوبيو) ، متحف تاريخ الجامعة، بافيا: 1978، ص. 14
- الأدوات الجراحية لجيوفاني أليساندرو برامبيلا في متحف تاريخ جامعة بافيا ، في مؤلفين مختلفين، جيوفاني أليساندرو برامبيلا في الثقافة الطبية في القرن الثامن عشر الأوروبي، معهد سيسالينو للنشر - لا غولارديكا، ميلانو 1980 ص.
- أنطونيو بينسا، ذكريات الحياة الجامعية (1892-1970)، حرره برونو زانوبيو؛ عرض من جانب إليو جويدو روندانيلي، معهد النشر بجامعة سيسالينو، ميلانو: 1991
- (مع جوزيبي أرموسيدا) تاريخ الطب، ماسون، ميلانو 1997، ص. 339 [2. أد. محدث: ماسون، ميلانو 2002، ص. XV-337]

## قائمة المصادر
- مجهول، سيرة ذاتية قصيرة - برونو زانوبيو، على الموقع الإلكتروني لمؤسسة "Familiaris Consortio" ONLUS
- جيوسيبي أرموسيدا، وداع لـ برونو زانوبيو، أحد الآباء المؤسسين لـ Insubria، لا بريالبينا، 18 يوليو 2015
- جيوسيبي أرموسيدا، برونو زانوبيو، بطل تاريخ الطب ، أعمال ومذكرات أكاديمية تاريخ الرعاية الصحية، ن. 7-8 (يناير-ديسمبر 2015)، ص. 245-6
- فرانكو مانزوني، برونو زانوبيو، طبيب الحوار، كورييري ديلا سيرا، 15 سبتمبر 2015
- جيانجافينو مورجيا، اختفاء البروفيسور برونو زانوبيو. مواطن فخري من أولزاي منذ عام 1978، La Barbagia.net ، 17 يوليو 2015 على الإنترنت من labarbagia.net .
- متحف لتاريخ جامعة بافيا، والشؤون الجارية في تاريخ الطب وتاريخ الفيزياء. تحية لبرونو زانوبيو ، Goliardica Pavese، Pavia 1996، pp. 171
- سيرجيو موسيتيلي، تاريخ الطب، Jaca Book، ميلان 1993، ص. 402 المرجع إلى ص. 54 .